# Conseil consultatif (Égypte)
Pour les articles homonymes, voir Conseil consultatif.
Sénat Sénat
Le Conseil consultatif (en arabe : ﻣﺠﻠﺲ ﺍﻠﺸﻮﺮى) a été créé par la révision constitutionnelle du 22 mai 1980. Elle était la chambre haute du parlement bicaméral égyptien. La chambre basse était l'Assemblée du peuple. À la suite de la promulgation de la Constitution de 2014, la Chambre des députés, qui avait remplacé l'Assemblée du peuple, est devenue l'unique chambre du Parlement égyptien.

## Fonctions
Selon l'article 194, elle :
- est la gardienne des principes des Révolutions du 23 juillet 1952 et du 15 mai 1971 ;
- consolide l'unité nationale et la paix sociale ;
- préserve l'alliance des forces laborieuses du peuple et les acquisitions socialistes ;
- préserve les éléments de base de la société et ses idéaux, les droits, les libertés et les devoirs publics ;
- approfondit le système socialiste démocratique et élargit ses domaines.

Ses compétences réelles sont très réduites, puisqu'à la fois spécialisées et consultatives.

## Histoire
En février 2006, le Conseil consultatif s'annonce favorable à un report de 2 ans des municipales.
À la suite de la révolution égyptienne de 2011, début décembre 2011, le Conseil suprême des Forces armées propose la création d'un Conseil consultatif indépendant pour se substituer à l'Assemblée dans la rédaction de la nouvelle constitution. Les Frères musulmans y voient une tentative de marginalisation de l'Assemblée en vue de contrôler le contenu des nouveaux textes de loi fondamentaux et refusent d'y prendre part. Quelques jours plus tard, 8 membres du Conseil consultatif créé par l'Armée démissionnent pour protester contre les affrontements entre militaires et civils qui ont récemment fait 2 morts et 222 blessés. Les 22 autres membres menacent également de démissionner si leurs considérations restent sans suite.
En janvier 2012, à la suite des élections législatives en Égypte, le plan de transition démocratique vers un État de droit prévoit l'élection de nouveaux représentants du Conseil consultatif pour la rédaction de la nouvelle constitution et l'organisation des élections présidentielles, un plan approuvé par la diplomatie française. En février 2012, le Conseil consultatif propose aux autorités militaires de transition d'avancer la date d'inscription au scrutin des candidats de 2 mois pour atténuer les montées de violence dans le pays. Le Conseil menace de cesser ses activités si le conseil militaire ne répond pas à ses propositions,.  Selon RFI, dès l'élection de Mohamed Morsi en juin 2012, le Conseil consultatif a été instrumentalisé comme levier juridique pour appuyer la rédaction et l'approbation de la nouvelle Constitution présentée en décembre 2012 par les Frères musulmans.
Le 29 juin 2013, plusieurs membres (au moins 8, 22 selon Ihab Al-Kharrat) du Conseil consultatif démissionnent pour afficher leur soutien aux opposants du président islamiste Mohammed Morsi. En juillet 2013, la Présidence de la République égyptienne annonce que le Conseil consultatif égyptien continuera de légiférer jusqu'à l'élection d'une nouvelle Assemblée nationale. À la suite de la promulgation de la Constitution de 2014, la Chambre des députés, qui avait remplacé l'Assemblée du peuple, est devenue l'unique chambre du Parlement égyptien. Ahmed Fahmi fut le dernier président du Conseil consultatif.

## Composition

### Avant 2012
Le Conseil consultatif se compose de 264 membres : 
- 176 membres sont élus (2/3) ;
- 88 membres sont nommés (1/3) par le président de la République.

### En 2012
Le Conseil consultatif se compose de 270 membres : 
- 180 membres sont élus (2/3) ;
- 90 membres sont nommés (1/3) par le président de la République.

## Élections
Les 176 membres élus (2 élus par circonscription) le sont au suffrage universel direct majoritaire à deux tours. La moitié des membres au moins doivent être des ouvriers ou des paysans.
La durée du mandat est de 6 ans. L'Assemblée est renouvelable par moitié tous les trois ans. Elle peut être dissoute par le Président « en cas de nécessité ». 
Éligibilité: âge minimum 35 ans.
Les élections ont lieu tous les trois ans depuis 1980 :
- 1980 (élection de tous les membres),
- 1983,
- 1986,
- 1989,
- 1992,
- 1995,
- 1998,
- 2001,
- 2004
- en 2007, sur les 88 sièges renouvelés (3x88=264 élus + 44 nommés par le président), le Parti national démocratique en obtient 84, Tagammou 1 et les indépendants 3.
- en 2010, sur les 88 sièges renouvelés, le Parti national démocratique en obtient 80.
- en 2012, après la Révolte de 2011 contre le pouvoir en place, le Conseil de la Choura est intégralement renouvelé. Le Parti de la liberté et de la justice des Frères musulmans remporte 58,8 % des sièges (107), le parti Al-Nour (salafiste) 25,5 % (46), chacun de ces partis améliorant ses scores par rapport aux Élections législatives égyptiennes de 2011-2012.